# Trematodon viguieri
Trematodon viguieri är en bladmossart som beskrevs av Jules Cardot 1916. Trematodon viguieri ingår i släktet tranmossor, och familjen Bruchiaceae. Inga underarter finns listade i Catalogue of Life.